# Tomáš Sklenák
Tomáš Sklenák (Nový Jičín, 2 de marzo de 1982) es un exjugador de balonmano checo que jugaba de central. Su último equipo fue el TV Hüttenberg. Fue un componente de la selección de balonmano de la República Checa.

## Clubes
- SKP Frýdek-Místek ( -2005)
- ThSV Eisenach (2005-2015)[2]
- TV Hüttenberg (2015-2020)